# Savage Amusement
Savage Amusement è il decimo album in studio del gruppo musicale tedesco Scorpions, pubblicato nel 1988 con il produttore Dieter Dierks dall'etichetta internazionale EMI.

## Il disco
Savage Amusement si piazzò al numero tre delle classifiche annuali USA e al primo in quelle europee. In confronto allo stile musicale del suo predecessore, Love at First Sting del 1984, Savage Amusement presenta alcune differenze, in particolare uno stile più adatto alla radio. Da questo album furono estratti tre singoli: Rhythm of Love, Passion Rules the Game e Believe in Love. Quasi tutte le canzoni sono state scritte dalla coppia Schenker - Meine, ed questo fu l'ultimo album creato con la collaborazione del produttore Dieter Dierks. L'album è stato un campione di incassi, spinto dall'enorme successo dei precedenti Love at First Sting e World Wide Live. Ci sono ancora alcune canzoni puramente hard & heavy, come Don't Stop At The Top e Media Overkill, ma ci sono alcuni brani che mostrano un lato più sperimentale, come il progressive rock che ha influenzato Walking on the Edge. Passion Rules the Game mostra anche una certa influenza della musica dance.

## Tracce
1. Don't Stop at the Top  (music Schenker / lyrics Meine-Rarebell)   – 4:03
2. Rhythm of Love  (Schenker / Meine)   – 3:47
3. Passion Rules the Game  (Rarebell / Meine)   – 3:58
4. Media Overkill  (Schenker / Meine)   – 3:32
5. Walking on the Edge  (Schenker / Meine)   – 5:05
6. We Let It Rock...You Let It Roll  (Schenker / Meine)   – 3:38
7. Every Minute Every Day  (Schenker / Meine)   – 4:21
8. Love on the Run  (Schenker / Meine-Rarebell)   – 3:35
9. Believe in Love  (Schenker / Meine)   – 5:20

## Formazione
- Klaus Meine: voce
- Rudolf Schenker: chitarra ritmica, cori
- Matthias Jabs: chitarra solista, cori
- Francis Buchholz: basso, cori
- Herman Rarebell: batteria, percussioni

altri musicisti
- Lee Aaron - cori in "Rhythm of Love"

## Classifiche

### Classifiche settimanali
| Classifica (1988) | Posizione massima |
| ----------------- | ----------------- |
| Austria           | 18                |
| Canada            | 25                |
| Finlandia         | 1                 |
| Francia           | 16                |
| Germania          | 4                 |
| Giappone          | 32                |
| Italia            | 17                |
| Norvegia          | 5                 |
| Paesi Bassi       | 24                |
| Regno Unito       | 18                |
| Stati Uniti       | 5                 |
| Svezia            | 2                 |
| Svizzera          | 5                 |

### Classifiche di fine anno
| Classifica (1988) | Posizione |
| ----------------- | --------- |
| Francia           | 54        |
| Germania          | 18        |
| Italia            | 89        |
| Stati Uniti       | 33        |